# Trophée des championnes 2023
L'édition 2023 du Trophée des championnes est la 3e édition du Trophée des championnes et se déroule le 10 septembre 2023 au stade de l'Aube de Troyes.
Le match oppose l'Olympique lyonnais, vainqueur du Championnat de France 2022-2023 et de la Coupe de France 2022-2023, au Paris Saint-Germain, vice-champion de France 2022-2023.
L'Olympique lyonnais remporte son troisième sacre consécutif dans cette compétition, s'imposant sur le score de 2-0 avec des buts de Melchie Dumornay et d'Eugénie Le Sommer.

## Match
Les règles du match sont les suivantes : la durée de la rencontre est de 90 minutes, puis, en cas de match nul, les deux équipes se départagent directement lors d'une séance de tirs au but.
|  |  |  |  |

|  |  |  |  |

|  |  |  |  |

|  |  |  |  |